# 阿奇·雷諾斯

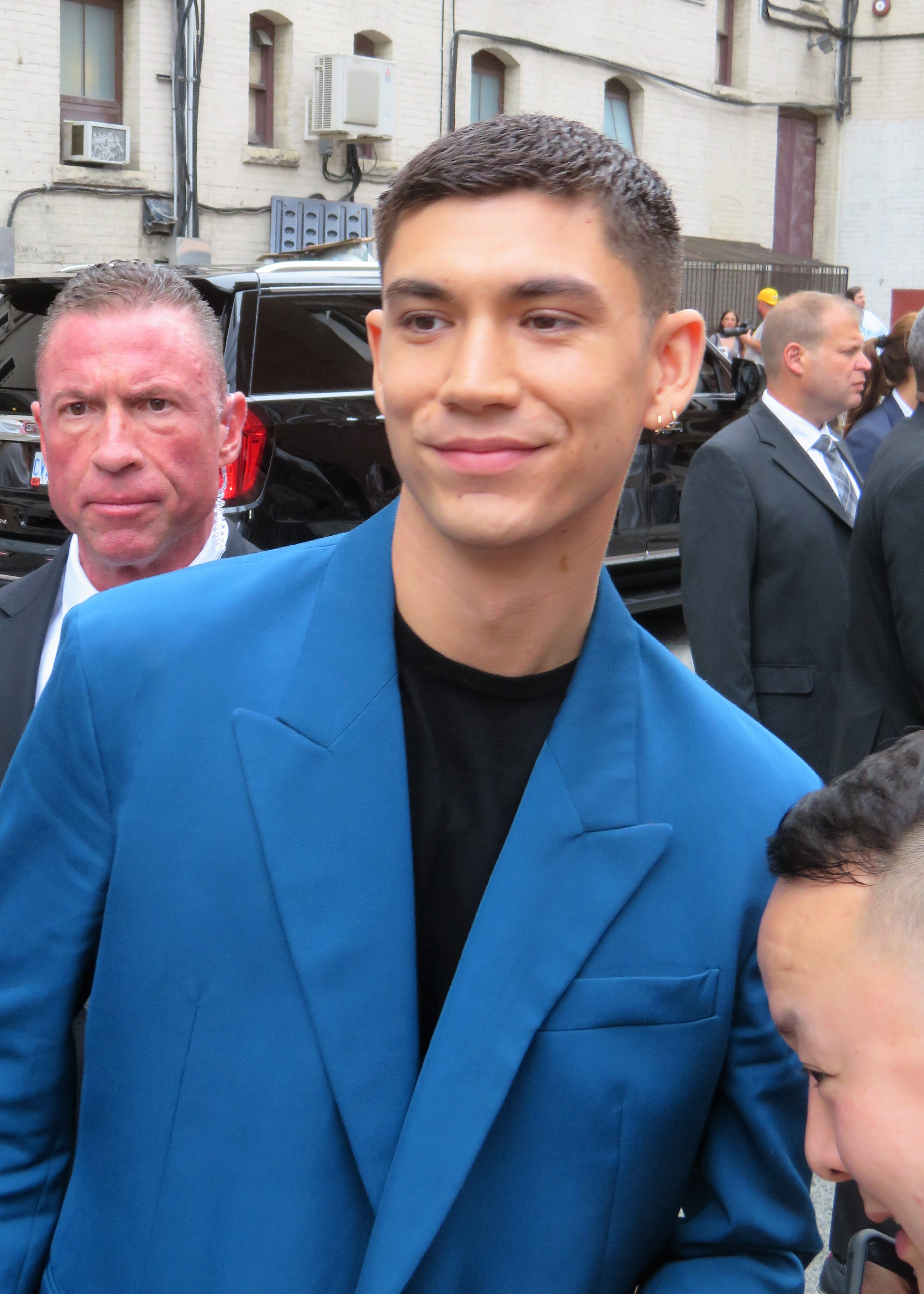
阿奇·雷諾斯

阿奇·詹姆斯·比尔（Archie James Beale，1997年11月22日—）艺名 阿奇·雷诺斯（Archie Renaux） ，是一名英国演员。他曾參演電視劇《太陽召喚》、《漢娜》 以及電影《一級任務》、《異形：羅穆路斯》 。
阿奇·雷諾斯来自泰晤士河畔金斯顿的托沃思。他原本是一位空调工程师，後來轉行成為演员。

## 个人生活
2020年10月，雷诺的女儿艾瑞斯（Iris） 出生。 